# پریش لینکلن (لوئیزیانا)
لینکلن پریش (به انگلیسی: Lincoln Parish) یک قصبه در ایالات متحده آمریکا است که در لوئیزیانا واقع شده‌است.

## خصوصیات
لینکلن پریش ۱٬۲۲۲٫۴۸ کیلومترمربع مساحت دارد.